# Ruth Codd
Ruth Codd (Wexford, 13 giugno 1996) è un'attrice irlandese.

## Biografia
Nata a Wexford nel 1996, Ruth Codd si è infortunata gravemente al ginocchio a quindici anni giocando a calcio e, a ventitré, le è stata amputata la gamba destra sotto il ginocchio a causa di complicazioni dovute a un precedente infortunio. Prima della pandemia da COVID-19 lavorava come truccatrice e parrucchiera, ma dopo aver perso il lavoro iniziò a postare video su TikTok raggiungendo, in un solo anno, i 672.000 follower.
È proprio grazie a TikTok che Codd è stata scoperta dalla produzione di The Midnight Club, anche se ha cancellato il suo account dopo essere stata scritturata nello show  Pur non avendo alcuna esperienza con la recitazione, è stata scritturata per il ruolo di Anya in The Midnight Club e poi in quello di Juno ne La caduta della casa degli Usher.
Nel marzo 2024 è stata scelta per interpretare Phlegma nel remake live action di Dragon Trainer.

## Filmografia

### Cinema
- Dragon Trainer (How to Train Your Dragon), regia di Dean DeBlois (2025)

### Televisione
- The Midnight Club - serie TV, 10 episodi (2022)
- La caduta della casa degli Usher (The Fall of the House of Usher) - serie TV, 8 episodi (2023)
- Creepshow - serie TV, episodi 4x1 (2023)

## Doppiatrici italiane
- Vittoria Bartolomei in The Midnight Club
- Antilena Nicolizas ne La caduta della casa degli Usher